# DAML+OIL
DAML+OIL ist eine vom World Wide Web Consortium (W3C) standardisierte, XML-basierte Beschreibungssprache für Ontologien, das heißt eine maschinenlesbare Sprache für die Wissensrepräsentation in der Informatik. Die Sprache baut auf den W3C-Empfehlungen Resource Description Framework (RDF) sowie Resource Description Framework Schema (RDFS) auf. Die namensgebenden Vorgänger sind die anfangs nur DAML, später DAML-ONT genannte Ontologiesprache des DARPA Agent Markup Language-Programms (DAML) erweitert um Komponenten des im selben Zeitraum entwickelten Ontology Inference Layer (OIL). Die Sprache enthält viele Konstrukte aus framebasierten Sprachen.
Nach 2001 wurde DAML+OIL nicht mehr weiterentwickelt. Das W3C startete das Projekt Web Ontology Language (OWL), welches als direkter Nachfolger gilt.

## Beispiel
DAML+OIL nutzt zahlreiche Elemente der Sprachen RDF, RDFS sowie XML Schema (XSD), etwa die dort definierten Datentypen, und bindet diese in Form von XML-Namensräumen ein. Das folgende, stark gekürzte Beispiel zeigt eine Klasse „Mensch“, eine davon abgeleitete Klasse „Mann“, die Definition eines Attributs „Alter“ sowie eine anhand dieser Definitionen beschriebene Instanz.
```
<rdf:RDF
 
xmlns=
"…"
>

  
<daml:Class
 
rdf:ID=
"Mensch"
>

    
<rdfs:label>
Mensch
</rdfs:label>

  
</daml:Class>

  
<daml:Class
 
rdf:ID=
"Mann"
>

    
<!-- Männer gehören zur Klasse der Menschen. -->

    
<rdfs:subClassOf
 
rdf:resource=
"#Mensch"
/>

  
</daml:Class>

  
<daml:DatatypeProperty
 
rdf:ID=
"Alter"
>

    
<!-- Altersangaben müssen positive ganze Zahlen sowie je Instanz einmalig sein. -->

    
<rdfs:range
 
rdf:resource=
"http://www.w3.org/2000/10/XMLSchema#nonNegativeInteger"
 
/>

    
<rdf:type
 
rdf:resource=
"http://www.daml.org/2001/03/daml+oil#UniqueProperty"
 
/>

  
</daml:DatatypeProperty>

  
<Mann
 
rdf:ID=
"Peter"
>

    
<Alter>
46
</Alter>

  
</Mann>

</rdf:RDF>

```

## Ontology Inference Layer
Ontology Inference Layer (OIL, seltener auch Ontology Interchange Language) ist eine seit 1999 entwickelte, ebenfalls XML- und RDF-basierte Ontologie-Beschreibungssprache und einer der namensgebenden Vorgänger von DAML+OIL. OIL wurde von Dieter Fensel, Frank van Harmelen (Freie Universität Amsterdam) und Ian Horrocks (University of Manchester) im Rahmen eines Forschungsprogramms entwickelt. Als Referenzimplementierung für den Einsatz der Sprache dient der Ontologie-Editor OILed.
Zusätzlich zur XML-Beschreibung definiert OIL eine vereinfachte Pseudosyntax, bei der Schlüsselwörter fett geschrieben und Gruppierungen durch Einrückungen dargestellt werden. Das folgende, stark gekürzte Beispiel definiert mehrere Tierarten als voneinander abgeleitete Klassen. Giraffen fressen in diesem Beispiel Pflanzen, wobei alles als Pflanze angesehen wird, was kein Tier ist. Löwen fressen Pflanzenfresser und damit auch Giraffen. Diese sind zwar nicht ausdrücklich als Pflanzenfresser deklariert, aber als solche erkennbar, da ihre Definitionen übereinstimmen.
ontology-definitions
slot-def frisst
inverse wird-gefressen-von
class-def Tier
class-def Pflanze
subclass-of NOT Tier
class-def Pflanzenfresser
subclass-of Tier
slot-constraint frisst
value-type Pflanze
class-def Giraffe
subclass-of Tier
slot-constraint frisst
value-type Pflanze
class-def Loewe
subclass-of Tier
slot-constraint frisst
value-type Pflanzenfresser